# Det syvende segl
Det syvende segl (Det sjunde inseglet) er en film fra 1957 af Ingmar Bergman. Blandt de medvirkende er Max von Sydow, Bengt Ekerot, Gunnar Björnstrand, Nils Poppe og Bibi Andersson.

## Handling
Midt i det 14. århundrede vender ridderen Antonius Block (spillet af Max von Sydow) med sin væbner Jöns tilbage fra et korstog til det hellige land. Hjemlandet er plaget af pest.
Døden viser sig for ham og meddeler ham at hans tid er kommet. Ridderen beder om udsættelse og spiller skak med Døden om sit liv. Ridderen anfægtes af religiøse grublerier, og i en kirke fortæller han en præst om sin forgæves søgen efter livets mening og Guds eksistens. Han afslører sin taktik i skakspillet, og præsten viser sig at være Døden. 
På vej til sit slot, hvor hans hustru venter, træffer ridderen forskellige folk: en smed og hans kone, en pige som er dømt til døden for hekseri, og en familie af skuespillere eller gøglere, Jof, Mia og deres søn Michael, som midt i pesten har bevaret deres livsglæde. De slutter sig til ridderen for under hans beskyttelse at rejse gennem skovene. Døden kommer igen og opfordrer ridderen til at spille skakpartiet færdigt. Jof ser pludselig hvem ridderens modstander er, han vækker Mia og flygter med familien derfra. Det bemærker ridderen, og han trækker skakspillet ud, så Døden ikke opdager det. Ridderen taber skakspillet, men har udført den nyttige gerning han har ønsket før sin død. 
De rejsende ankommer til borgen, hvor hans hustru ikke er flygtet for pesten. Mens de spiser, banker det på døren, det er Døden, som  tager dem alle med. Skuespillerfamilien vågner næste morgen og er glade for at være undsluppet døden. Jof ser i horisonten på en bakke at Døden fører ridderen og hans ledsagere bort i en dødedans. 

## Medvirkende
- Max von Sydow som Antonius Block
- Bengt Ekerot som Døden
- Nils Poppe som Jof
- Bibi Andersson som Mia
- Gunnar Björnstrand som Jöns
- Maud Hansson som heks
- Inga Landgré som Karin
- Åke Fridell som smeden Plog
- Inga Gill som Lisa
- Erik Strandmark som Jonas Skat
- Bertil Anderberg som Raval
- Anders Ek som munk
- Gunnar Olsson som Albertus Pictor
- Benkt-Åke Benktsson som krovært
- Gudrun Brost som gæst
- Ulf Johanson som hærfører
- Gunnel Lindblom som kvinde